# Rhododendron qianyangense
Rhododendron qianyangense är en ljungväxtart som beskrevs av M.Y. He. Rhododendron qianyangense ingår i släktet rododendron, och familjen ljungväxter. Inga underarter finns listade i Catalogue of Life.